# Philonicus albiceps
Philonicus albiceps är en tvåvingeart som först beskrevs av Johann Wilhelm Meigen 1820.  Philonicus albiceps ingår i släktet Philonicus och familjen rovflugor. Arten är reproducerande i Sverige. Inga underarter finns listade i Catalogue of Life.

## Bildgalleri

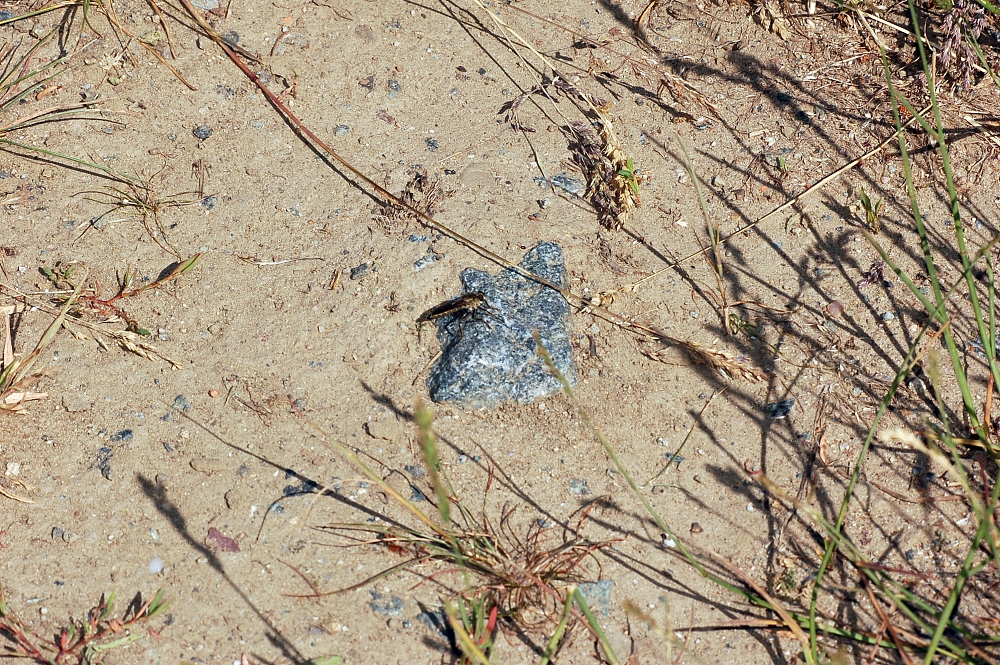
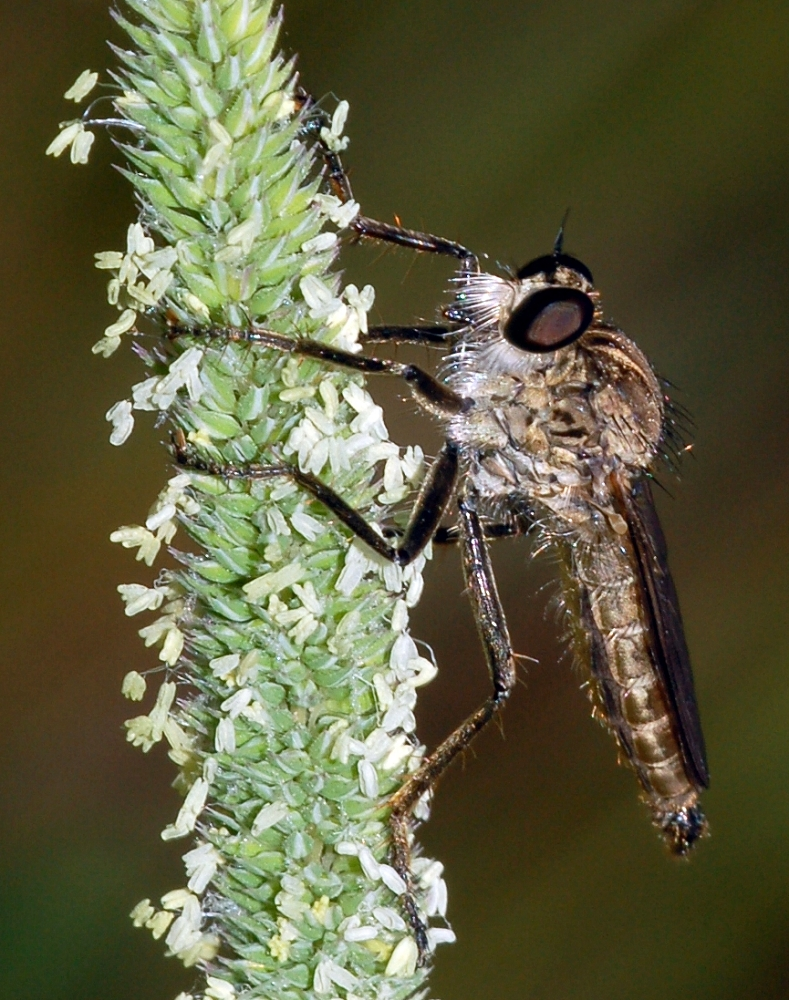
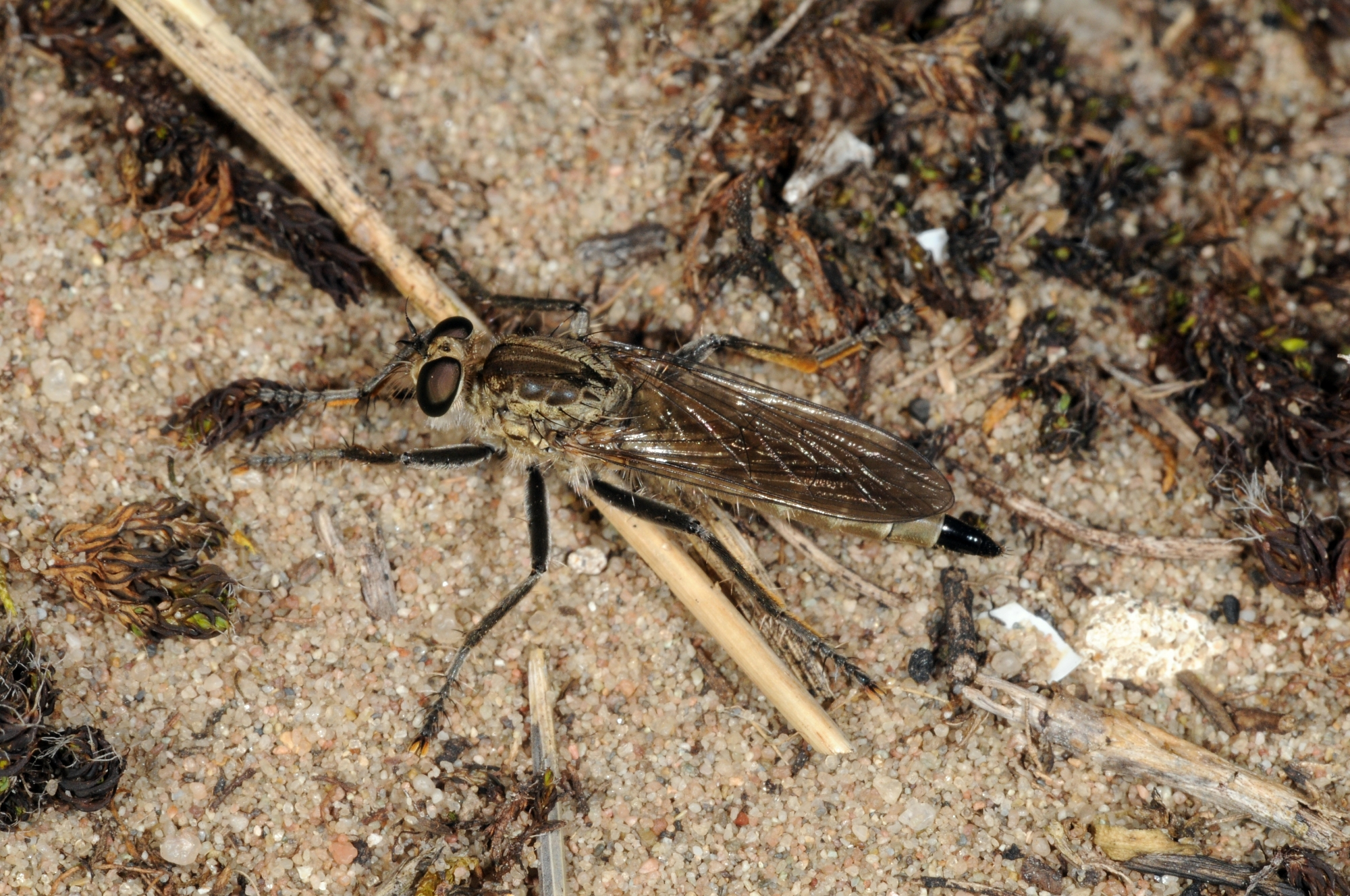
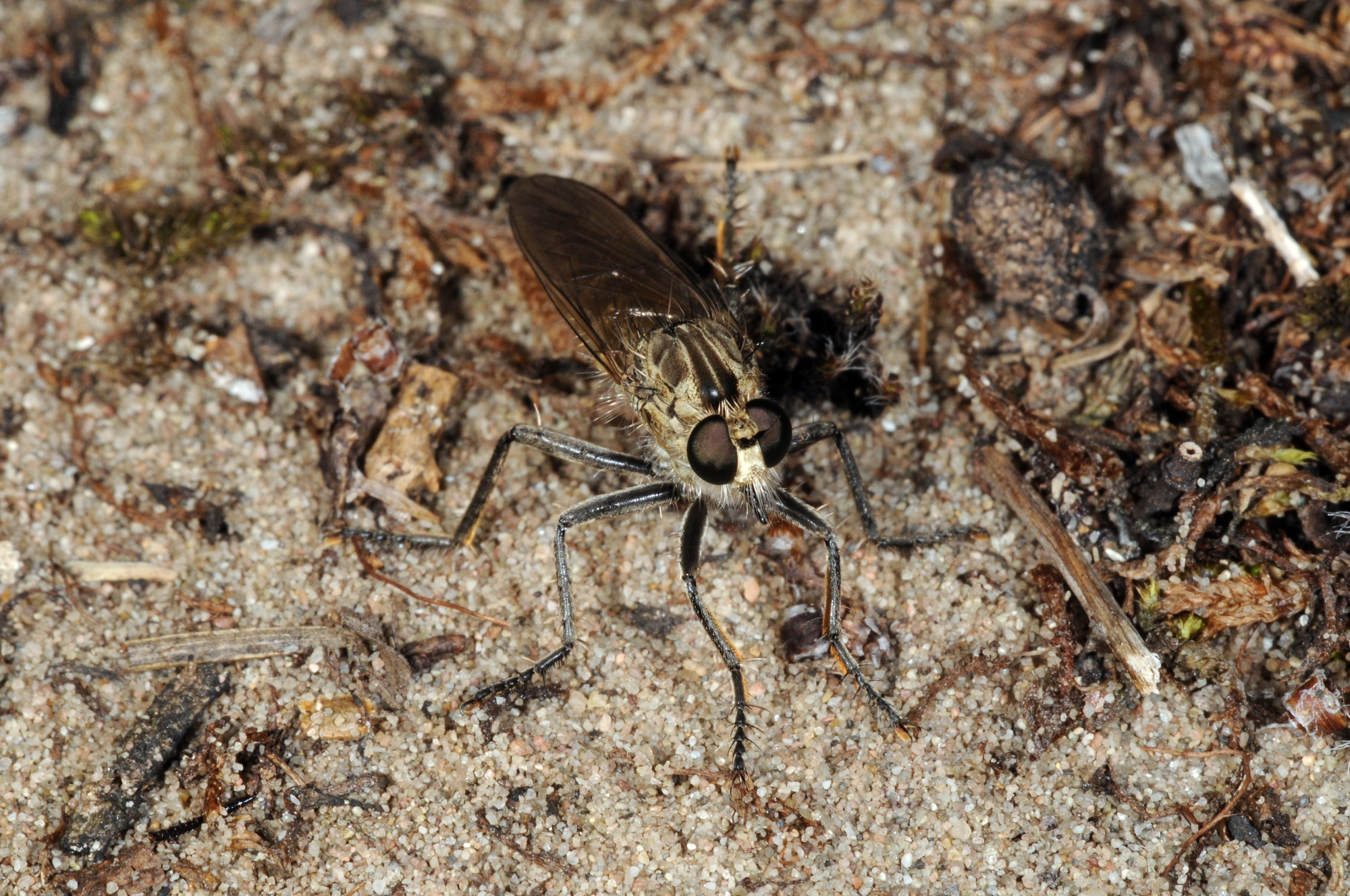